# Football Club Puteolana 2002-2003
Questa pagina raccoglie le informazioni riguardanti il Football Club Puteolana nelle competizioni ufficiali della stagione 2002-2003.

## Rosa
| N. |                      | Ruolo | Calciatore                |
| -- | -------------------- | ----- | ------------------------- |
|    | Italia (bandiera)    | C     | Vittorio Albano           |
|    | Italia (bandiera)    | C     | Donato Amato              |
|    | Italia (bandiera)    | C     | Luigi Artiaco             |
|    | Italia (bandiera)    | A     | Lorenzo Bedin             |
|    | Italia (bandiera)    | D     | Davide Bonetti            |
|    | Brasile (bandiera)   | A     | Bruno De Araujo Fonseca   |
|    | Brasile (bandiera)   | D     | Juan Carlos Cappella      |
|    | Italia (bandiera)    | D     | Ferdinando Castaldo       |
|    | Italia (bandiera)    | A     | Luigi Castaldo            |
|    | Italia (bandiera)    | P     | Paolo Cavalieri           |
|    | Italia (bandiera)    | D     | Michele Cunti             |
|    | Italia (bandiera)    | A     | Roberto D'Auria           |
|    | Italia (bandiera)    | C     | Luca De Crescenzo         |
|    | Italia (bandiera)    | D     | Giuseppe De Fenza         |
|    | Italia (bandiera)    | A     | Stefano Del Grande        |
|    | Italia (bandiera)    | P     | Mario De Pasquale         |
|    | Italia (bandiera)    | A     | Luigi Di Bonito           |
|    | Italia (bandiera)    | C     | Nicola Di Criscio         |
|    | Italia (bandiera)    | D     | Isidoro Di Meglio         |
|    | Italia (bandiera)    | C     | Antonio Di Meo            |
|    | Argentina (bandiera) | C     | Javier Andres Formidabile |
|    | Italia (bandiera)    | D     | Giuseppe Fornaciari       |
|    | Argentina (bandiera) | A     | Facundo Fraga             |
|    | Argentina (bandiera) | P     | Juan Carlos Gambardè      |
|    | Italia (bandiera)    | P     | Giampaolo Iacobellis      |

| N. |                   | Ruolo | Calciatore              |
| -- | ----------------- | ----- | ----------------------- |
|    | Italia (bandiera) | C     | Alessio Imperatore      |
|    | Italia (bandiera) | A     | Alfonso Lombardi        |
|    | Italia (bandiera) | C     | Antony Luongo           |
|    | Italia (bandiera) | D     | Aniello Maddaluno       |
|    | Italia (bandiera) | C     | Livio Maranzano         |
|    | Italia (bandiera) | A     | Gennaro Marasco         |
|    | Italia (bandiera) | D     | Salvatore Mele          |
|    | Italia (bandiera) | D     | Francesco Mirante       |
|    | Italia (bandiera) | C     | Domenico Napolitano     |
|    | Italia (bandiera) | A     | Natalio Pabon           |
|    | Italia (bandiera) | A     | Nicola Panico           |
|    | Italia (bandiera) | D     | Salvatore Perrella      |
|    | Italia (bandiera) | C     | Domenico Scaramella     |
|    | Italia (bandiera) | C     | Sirio Silvestri         |
|    | Italia (bandiera) | D     | Alessandro Sollo        |
|    | Italia (bandiera) | C     | Riccardo Stanziale      |
|    | Italia (bandiera) | D     | Mario Terracciano       |
|    | Italia (bandiera) | D     | Gennaro Testa           |
|    | Italia (bandiera) | A     | Leonardo Jonathan Torre |
|    | Italia (bandiera) | C     | Antonio Trovato         |
|    | Italia (bandiera) | C     | Antonio Tufano          |
|    | Italia (bandiera) | A     | Giovanni Ussorio        |
|    | Italia (bandiera) | C     | Gaetano Vallefuoco      |
|    | Italia (bandiera) | D     | Ciro Vitiello           |